# Alton B. Parker
Alton Brooks Parker (ur. 14 maja 1852, zm. 10 maja 1926) – amerykański prawnik, sędzia i polityk, znany głównie jako kandydat Partii Demokratycznej w wyborach prezydenckich w 1904 roku.
Urodzony w Cortland (Nowy Jork) Parker praktykował początkowo prawo w Kingston. Był też czynnym członkiem Partii Demokratycznej. W latach 1885–1889 zasiadał w Sądzie Najwyższym stanu Nowy Jork, zaś w latach 1898–1904 prezesem Federalnego Sądu Apelacyjnego w Nowym Jorku. Był bliskim współpracownikiem i protegowanym wpływowego konserwatywnego demokraty Davida B. Hilla, gubernatora i senatora z Nowego Jorku.
To właśnie poparcie konserwatywnego skrzydła partii (tzw. Bourbon Democrats) zdecydowało o uzyskaniu przez Parkera nominacji jako jej kandydata na prezydenta Stanów Zjednoczonych w 1904. Parker zaakceptował wysunięcie swojej kandydatury, rezygnując tym samym z funkcji prezesa sądu.
W owym czasie wewnątrz Partii Demokratycznej toczyła się walka między konserwatystami, na których czele stali Hill oraz były prezydent Grover Cleveland, a frakcją postępową, której przewodził trzykrotny kandydat na prezydenta i przyszły sekretarz stanu William Bryan. Tym razem jednak czasowo przywództwo objęli przeciwnicy Bryana. Kandydatem na wiceprezydenta u boku Parkera został były senator z Wirginii Zachodniej Henry Gassaway Davis.
Przeciwnikiem Parkera był bardzo popularny urzędujący republikanin Theodore Roosevelt, który znajdował się znacznie odeń na lewo.
Ponieważ Roosevelt był bardzo popularnym prezydentem, a demokraci mocno podzieleni, Parker przegrał wybory znaczną różnicą głosów. Zwolennicy Bryana w większości poparli bliższego im ideologicznie Roosevelta. Parker i Davis zdobyli 5,083,880	głosów (37,6%), co dało im 140 głosów w kolegiom elektorskim, wobec 7,630,457 (56,4%) i 336 elektorów popierających Roosevelta. Parker zdobył tylko stany południa, będące w owym czasie bastionem demokratów ('Yellow dog Democrats). Po swej porażce Parker, który nie mógł powrócić do zawodu sędziego.
Pisarz Irving Stone w swej poświęconej przegranym kandydatom do prezydentury książce pt. They Also Run („oni także kandydowali”) wyraża pogląd, iż Parker mógłby być dobrym prezydentem, ale przegrał w dużej mierze z barwną osobowością Roosevelta. Stone sugeruje, iż były to pierwsze wybory, w których patrzono przede wszystkim na kandydatów.
Parker jest prawdopodobnie najmniej znanym kandydatem głównej partii na prezydenta. Nie ma nawet poświęconej sobie solidnej biografii, a jednym z bardzo nielicznych dowodów pamięci jest szkoła podstawowa w Cortland, nazwana jego imieniem.